# John Kuipers (Schrijver)
John Kuipers (Den Haag, 1955) is een Nederlandse schrijver, journalist en publicist. Hij is vooral bekend van de thrillerserie met hoofdinspecteur Charlie Swieninck. Deel 1 in die reeks, Musserts schaduw, werd in 2023 beloond met de Gouden Strop.

## Loopbaan
Kuipers begon in 1979 aan een carrière als journalist bij het Algemeen Nederlands Persbureau (ANP) in Den Haag. In 2018 zette hij een punt achter zijn journalistieke loopbaan en wijdde zich volledig aan het schrijven van boeken.

## Boeken en publicaties
Kuipers publiceerde in 2010 in eigen beheer de Engelstalige roman The Woman of 12 August (Publishing House Imperative). Het is een verhaal over de zoektocht naar de herkomst en geschiedenis van een onbekende vrouw die op een schilderij is afgebeeld.
Van 2007 tot 2013 was hij een van de vaste medewerkers van het literaire schaaktijdschrift Matten (New in Chess, Alkmaar).
In december 2011 verscheen bij dezelfde uitgever onder de titel De geest van het spel van zijn hand de biografie van de Nederlandse schaker Jan Timman, in de jaren negentig troonpretendent van de wereldtitel.
Bij Singel Uitgeverijen verscheen in 2013 als e-book de verhalenbundel De ijdele tijdgeest.
Hij was verder enkele jaren medewerker van het internationale, Engelstalige schaaktijdschrift New in Chess (Interchess, Alkmaar).
Kuipers probeerde in 2011 voor het eerst en met succes zijn held Charlie Swieninck uit. Zijn korte verhaal In het glazen niemandsland werd opgenomen in de bundel Pure Thrillers 2 van uitgeverij PureThrillers/PureFantasy in Kampen.
De eerste aantekeningen voor de verhalen over hoofdinspecteur Swieninck bij de Haagse politie in de Tweede Wereldoorlog, zijn collega’s en bekenden dateren al van 1989.
Gedurende zijn journalistieke loopbaan en tussen 2018 en 2020, schreef Kuipers in totaal tien verhalen over ‘de boomlange, onconventionele en geestige’ rechercheur Swieninck. Op initiatief van de bekende thrillerauteur Tomas Ross ging uitgeverij Cargo (een imprint van De Bezige Bij) over tot publicatie. Deel 1 verscheen in april 2022 onder de titel Musserts schaduw en kreeg in Nederland en Vlaanderen lovende recensies, waarin de auteur werd vergeleken met de Britse topschrijver Philip Kerr en diens protagonist Bernie Gunther.
Zijn debuut als thrillerauteur leverde Kuipers tot februari 2023 drie nominaties voor thrillerprijzen op, met winst van de Gouden Strop. Deel 2 in de reeks verscheen in juni 2023: Het bedrog van Göring, dat ook goede recensies kreeg. Deel 3, De man in Westerbork werd in november 2024 gepubliceerd. Het werd gehonoreerd met een nominatie voor de Gouden Strop 2025. Het vierde deel in de reeks, Het goud van Seyss-Inquart, verschijnt in 2025. Kuipers’ thrillers worden beschouwd als faction, maar tevens gewaardeerd als historische misdaadverhalen en politieromans.
De Engelse uitgever Open Borders Press (imprint van Orenda Books) kocht de rechten van de eerste drie delen met Charlie Swieninck. Als eerste wordt Mussert’s Shadow op de markt gebracht.

## Privé
John Kuipers woont en werkt in Delft.
- Gemeinsame Normdatei: 1023004992
- International Standard Name Identifier: 0000 0003 9172 5391
- Library of Congress Control Number: nb2013011731
- Nederlandse Thesaurus van Auteursnamen: 339275928
- Virtual International Authority File: 285554550